# حرار
حرار هي قرية لبنانية من قرى قضاء عكار في محافظة الشمال. تقع في تجمع للقرى يسمى '''جرد عكار'''.
تبعد حرار حوالي 123 كلم (76.4322 مي) عن بيروت عاصمة لبنان. ترتفع حوالي 830 م (1) (2887.28 قدم - 962.368 يارد) عن سطح البحر وتمتد على مساحة تُقدَّر بـ 767 هكتاراً (7.67 كلم²- 2.96062 مي² (2)).